# Komár pisklavý
Komár pisklavý (Culex pipiens) je patrně nejznámější druh komárů v České republice. Je řazen do rodu Culex. Jeho samice sají mimo jiné i krev člověka, ale v našich šířkách jsou z tohoto hlediska významnější spíše komáři rodu Aedes: komár útočný (A. vexans) nebo komár obecný (Aedes cantans).
Larvy se živí vodním organickým detritem nebo planktonem, zdrojem potravy pro dospělé jedince je nektar květů, samice navíc jako zdroj bílkovin pro vývoj vajíček sají krev.

## Popis
Obecně platí, že komáři rodu Culex bývají méně nápadní, než ti řazení do rodu Aedes, a jsou světle hnědě zbarvení. Dosahuje délky 0,5 cm (5 mm), zadeček směřuje dolů k podložce, když však samice saje, směřuje téměř vodorovně. U samic upoutá dlouhý sosáček sloužící k příjmu krve. Určování druhu je komplikované, tento má poměrně dlouhý sosák, chlupy na tykadlech (samci více, samice méně), zadeček je pokryt šupinkami.

## Životní cyklus
Oplodněné samičky z poslední podzimní generace se zásobí tukovým tělískem a zimu přečkávají v klidovém stavu hibernace, obvykle v sklepeních či v podzemních norách, kde se uchovává vlhko. Přesto jich mnoho zemře během suché zimy. V květnu se samičky probouzí a kladou vajíčka na vhodný povrch, zpravidla přímo do vody, načež se líhnou larvy. V létě množství těchto komárů kulminuje, dochází k rozmnožování a poslední generace samiček se opět připravuje na zimní stav ztuhlosti.

## Poddruhy
Komár pisklavý tvoří dva poddruhy:
- Culex pipiens molestus – tzv. komár obtížný; saje spíše na savcích včetně člověka;[1] je silně synantropní (žije v blízkosti člověka) a dokonce se udává, že se vyvinul v Londýnském metru;[5][6] žije v kotelnách, stanicích metra a množí se v loužích vody.[1]
- Culex pipiens pipiens – saje spíše na ptácích;[1] dává přednost jezírkům, mokřadům či loužím.[1]